# Max Baldner
Max „Bimbo“ Baldner (* 1887; † vor dem 4. Oktober 1946 in Berlin) war ein deutscher Cellist, Musiklehrer und Verfolgter des Nationalsozialismus.

## Leben
Baldner war mit Charlotte Baldner (1901–1996), Tochter und Erbin des Berliner Warenhausbesitzers Leopold Lindemann (1862–1923), verheiratet. Sie hatten vier Kinder, die Zwillinge Monika und Thomas (* 1928) und die Zwillinge Angelika und Lutz (* 1931). Thomas zog es später in die USA und Lutz nach Argentinien; Angelika und Monika blieben in Deutschland.
Die Baldners lebten in Berlin-Dahlem und von 1933 bis 1936 auch auf dem Klenderhof in Kampen auf Sylt.
Nach der Machtergreifung durch Hitler begann für sie eine Leidenszeit ohnegleichen, die 1936 mit der Vertreibung von der Nordseeinsel ihren Anfang nahm.
Da sich Baldner einer Trennung von seiner jüdischen Frau verweigert hatte, wurde er aus der Reichskulturkammer ausgeschlossen und ihm jedwede Tätigkeit auf kulturellem Gebiete untersagt. Eine bereits zugesagte Anstellung als Lehrer einer Ausbildungsklasse an der staatlichen Hochschule für Musik Berlin scheiterte aus besagten Gründen. Seine Frau erhielt einen sogenannten Judenstempel in ihren Reisepass, seine Kinder wurden aus dem Französischen Gymnasium verwiesen und der größte Teil des Vermögens konfisziert.
Bis Kriegsende wohnte die Familie Baldner in ihrem Haus in Berlin-Dahlem. Um dem Bombenkrieg zu entgehen, verbrachte sie 1943 längere Zeit auf dem niederschlesischen Gut des Widerstandskämpfers Paul Graf Yorck von Wartenburg in Klein-Öls.
Im November 1944 wurde Baldner von der Gestapo als Zwangsarbeiter in ein Arbeitslager nach Leuna deportiert, wo er hinter Stacheldraht schwerste und erniedrigende Arbeit verrichten musste. Dort erkrankte er schwer und musste entlassen werden. Schwer geschädigt an Leib und Seele kehrte er nach Berlin zurück.
Nach dem Krieg wurde die repräsentative Villa von Baldner von der amerikanischen Besatzungsmacht requiriert. Die Verfolgung durch die Nationalsozialisten verhinderte die Vertreibung der Familie aus dem eigenen Haus nicht.
Nach dem Rauswurf bezog die Familie Baldner eine verlassene Villa in der Podbielskiallee, in unmittelbarer Nähe ihres Hauses, die dem Berliner Kaufmann Ernst von Morgen gehörte und in deren Luftschutzbunker sie bereits in den Bombennächten Obdach gefunden hatten. Dort starb Baldner 1946 kurz vor Vollendung seines 59. Lebensjahres.

## Musikalisches Wirken
Baldner besuchte die Rheinische Musikschule in Köln und studierte am Würzburger Konservatorium bei Ernst Kanblay. Unter der Schirmherrschaft des Bankiers und Philanthropen Franz von Mendelssohn dem Jüngeren lebte er zusammen mit den Musikern Artur Schnabel und Carl Flesch, die mit Mendelssohn Musikwerke einstudierten, in dessen Haus. Von ihnen wurden Baldner und sein Begleiter Richard Heber zum Quartettspiel eingeladen.
Von 1912 bis 1914 war er Mitglied des Magyar Trios. 1916 wurde er, zusammen mit Heber, auf Einladung von Karl Klingler Teil dessen Streichquartetts, wo er zehn Jahre spielte und internationale Bekanntheit erlangte.
Nach dem Krieg wurde er Lehrer für Cello an der Hochschule für Musik Berlin und spielte im Zernick-Quartett.
Der renommierte Cellist war besonders um die späten Streichquartette Ludwig van Beethovens und das Werk Arnold Schönbergs bemüht.

## Kunst
1934 fertigte Arno Breker eine Bronzebüste von Max Baldner an.